# Pfarrkirche Kürnberg

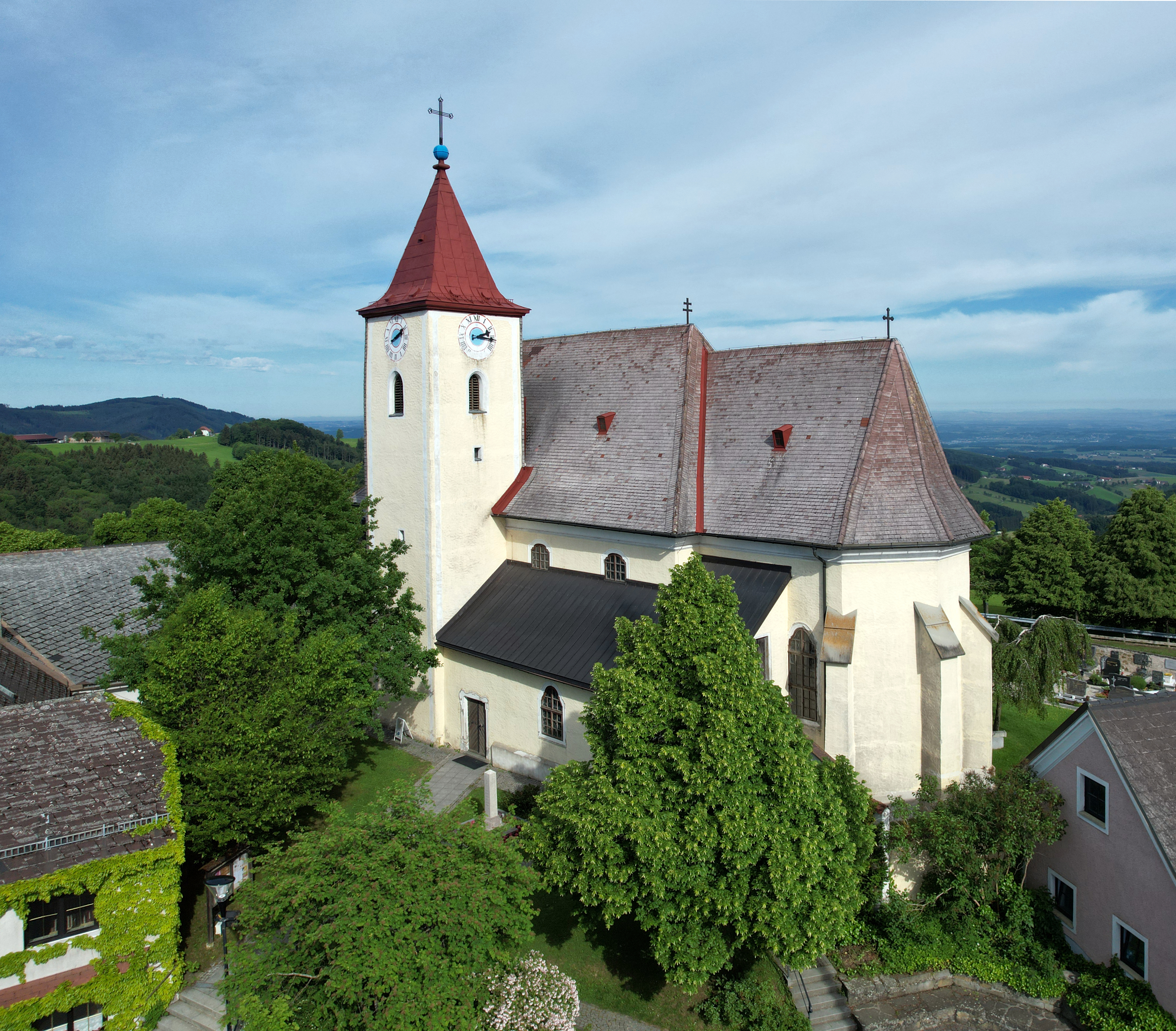
Katholische Pfarrkirche hl. Jakobus der Ältere in Kürnberg

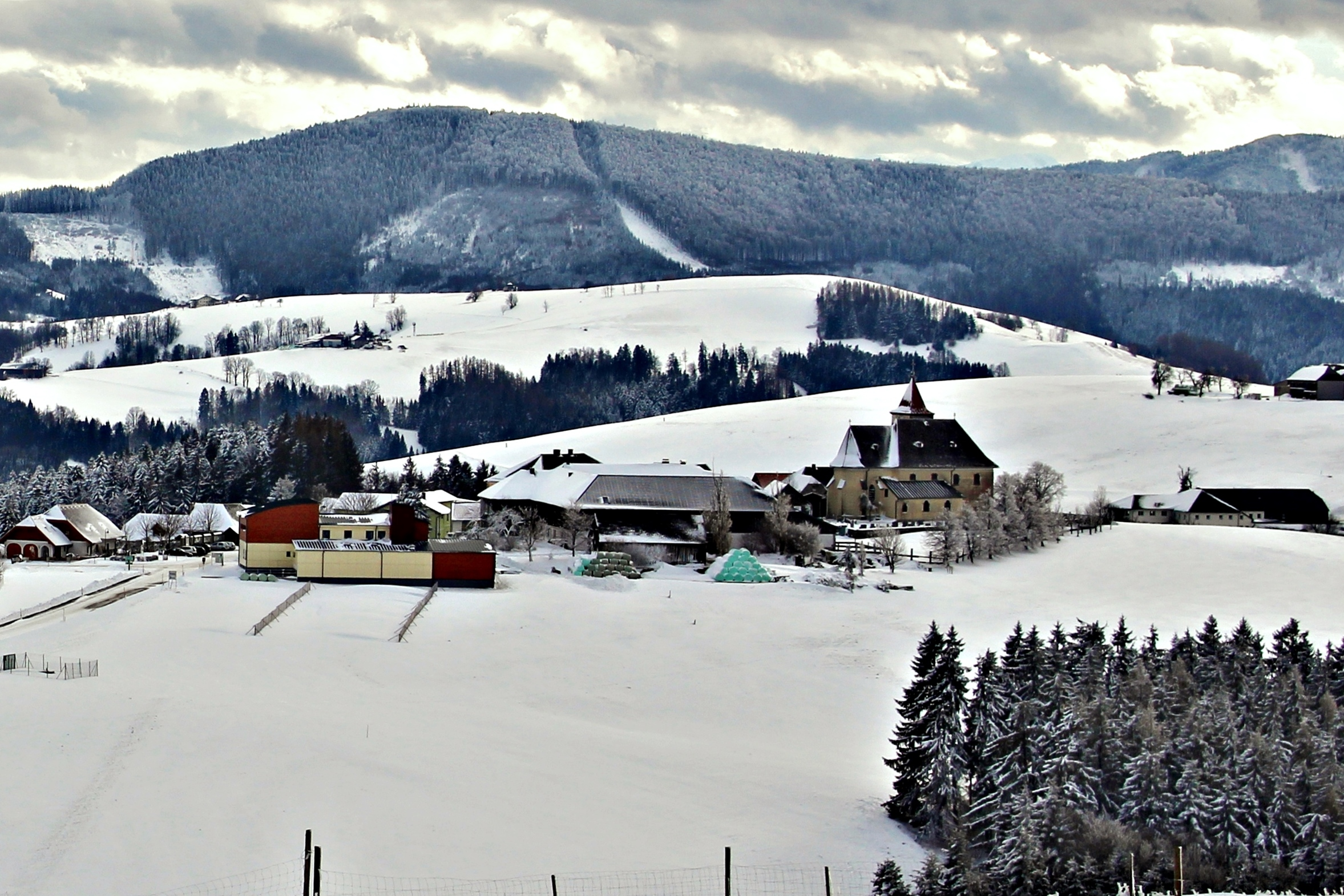
Katholische Pfarrkirche hl. Jakobus der Ältere in Kürnberg

Die Pfarrkirche Kürnberg steht auf einem Berg in der Kirchsiedlung Kürnberg in der Marktgemeinde St. Peter in der Au im Bezirk Amstetten in Niederösterreich. Die auf den heiligen Jakobus den Älteren geweihte römisch-katholische Pfarrkirche gehört zum Dekanat Haag in der Diözese St. Pölten. Die Kirche und der Friedhof stehen unter Denkmalschutz (Listeneintrag).

## Geschichte
Im 11. Jahrhundert vermutlich eine Filiale der Pfarrkirche Weistrach. Ab dem 14. Jahrhundert mehrmals Vikariat der Pfarrkirche Behamberg. 1666 wurde die Kirche als Filiale der Pfarrkirche Behamberg rekatholisiert. 1858 wurde die Kirche Pfarrkirche.
1996 wurden die Fundamente einer romanischen Saalkirche mit einem Rechteckchor ergraben. Nach dem Abbruch wurde eine größere romanische Chorquadratkirche mit einem südlichen Kapellenanbau erbaut. Mit einem Umbau wurde in der zweiten Hälfte des 14. Jahrhunderts ein gotischer Chor mit einem Fünfachtelschluss erbaut, das Langhaus nach Westen erweitert, und nördlich eine der südlichen Kapelle entsprechende Kapelle angebaut und der Turm erbaut. Nach einem Brand erfolgte von 1771 bis 1784 eine umfassende Umgestaltung der Kirche und der Anbau einer Sakristei nördlich am Chor. 1996/1997 wurde die Kirche innen und 1989 außen restauriert.

## Architektur
Der spätbarocke Kirchenbau mit basilikalen quasi dreischiffigen Jochen vor dem eingezogenen Chor hat an der Langhaussüdseite einen gotischen Turm.
Das Kircheninnere zeigt mit dem Umbau 1771/1784 ein vierjochiges Langhaus im Osten durch zweijochige Seitenschiffe der umgebauten ehemaligen Kapellen basilikal erweitert, das Langhaus ist mit einem einheitlichen Platzlgewölbe über Gurten, im breiteren Mittelschiff auf Pilastern, in den Seitenschiffen aus Gesimskonsolen, mit Lichtgadenfenstern in Stichbogennischen, mit Seitenschifffenstern in Kleeblattbogennischen, im Südschiff besteht im Westen eine spätgotische Rundbogenöffnung zum Emporenaufgang im Turm. Die neobarocke Empore um 1912 nimmt den einschiffigen westlichen Langhausbereich ein und ist im Westjoch zweigeschoßig auf toskanischen Säulen bzw. geschnitzten Ständern, die Empore zeigt eine vertäfelte Brüstung im Mittelteil konvex vortretend. Der barocke Triumphbogen ist eingezogen und langhausseitig abgefast. Der einjochige Chor ist platzlgewölbt und schließt mit einer Korbbogenkonche.
Die Wandmalereien zeigt Scheinarchitektur mit floralen Elementen um 1771/1784. Im ganzen Innenraum gibt es neobarocke Gewölbemalereien mit Szenen aus dem Marienleben des Malers Rupert Lorenz 1909, 1963 und 1997 restauriert.

## Ausstattung
Der Hochaltar als spätbarockes Säulenretabel zeigt das Altarblatt Heilige Familie mit Pestopfern des Malers Franz Xaver Gürtler 1788 und trägt die Statuen Jakobus der Ältere und Franz von Assisi sowie Engelsfiguren am Ansatz und über dem Stehvolutentabernakel.
Die Orgel mit 10 Registern (10/II/P) in einem neobarocken Gehäuse baute Johann Lachmayr 1912.